# Héry-sur-Alby
Pour les articles homonymes, voir Héry et Alby.
Héry-sur-Alby est une commune française située dans le département de la Haute-Savoie, en région Auvergne-Rhône-Alpes. Elle fait partie du pays de l'Albanais et du Grand Annecy.La commune est adhérente au parc naturel régional du massif des Bauges.

## Géographie
- Altitude de 398 m à 702 m. Altitude au chef-lieu : 623 m.
- La rivière du Chéran coule dans le bas d'Héry-sur-Alby.

### Panorama

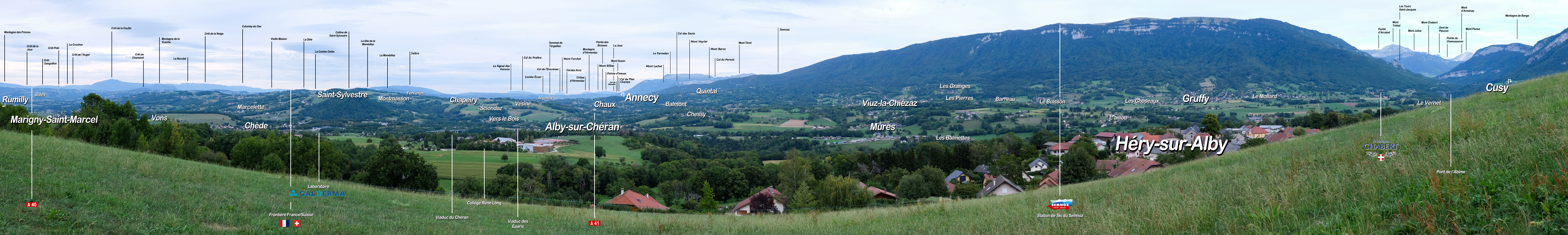
Panorama des différents reliefs, villages et lieux vus depuis Héry-sur-Alby

## Urbanisme

### Typologie
Au 1er janvier 2024, Héry-sur-Alby est catégorisée commune rurale à habitat dispersé, selon la nouvelle grille communale de densité à sept niveaux définie par l'Insee en 2022.
Elle est située hors unité urbaine. Par ailleurs la commune fait partie de l'aire d'attraction d'Annecy, dont elle est une commune de la couronne,. Cette aire, qui regroupe 79 communes, est catégorisée dans les aires de 200 000 à moins de 700 000 habitants,.

### Occupation des sols
L'occupation des sols de la commune, telle qu'elle ressort de la base de données européenne d’occupation biophysique des sols Corine Land Cover (CLC), est marquée par l'importance des territoires agricoles (83,1 % en 2018), en diminution par rapport à 1990 (88 %). La répartition détaillée en 2018 est la suivante : 
zones agricoles hétérogènes (69,1 %), prairies (13,9 %), forêts (12,7 %), zones urbanisées (4,2 %).
L'IGN met par ailleurs à disposition un outil en ligne permettant de comparer l’évolution dans le temps de l’occupation des sols de la commune (ou de territoires à des échelles différentes). Plusieurs époques sont accessibles sous forme de cartes ou photos aériennes : la carte de Cassini (XVIIIe siècle), la carte d'état-major (1820-1866) et la période actuelle (1950 à aujourd'hui).

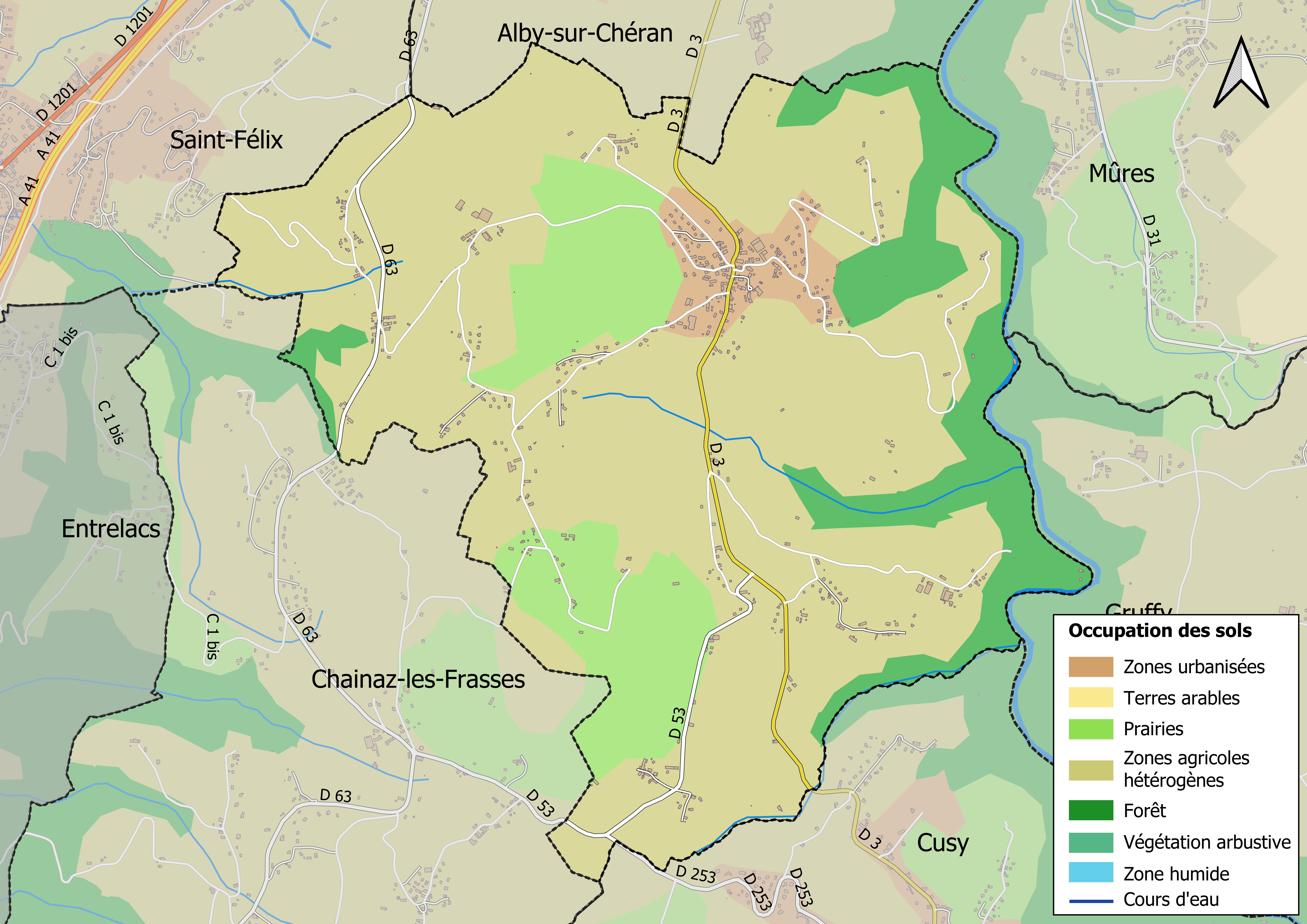
Carte des infrastructures et de l'occupation des sols en 2018 (CLC) de la commune.
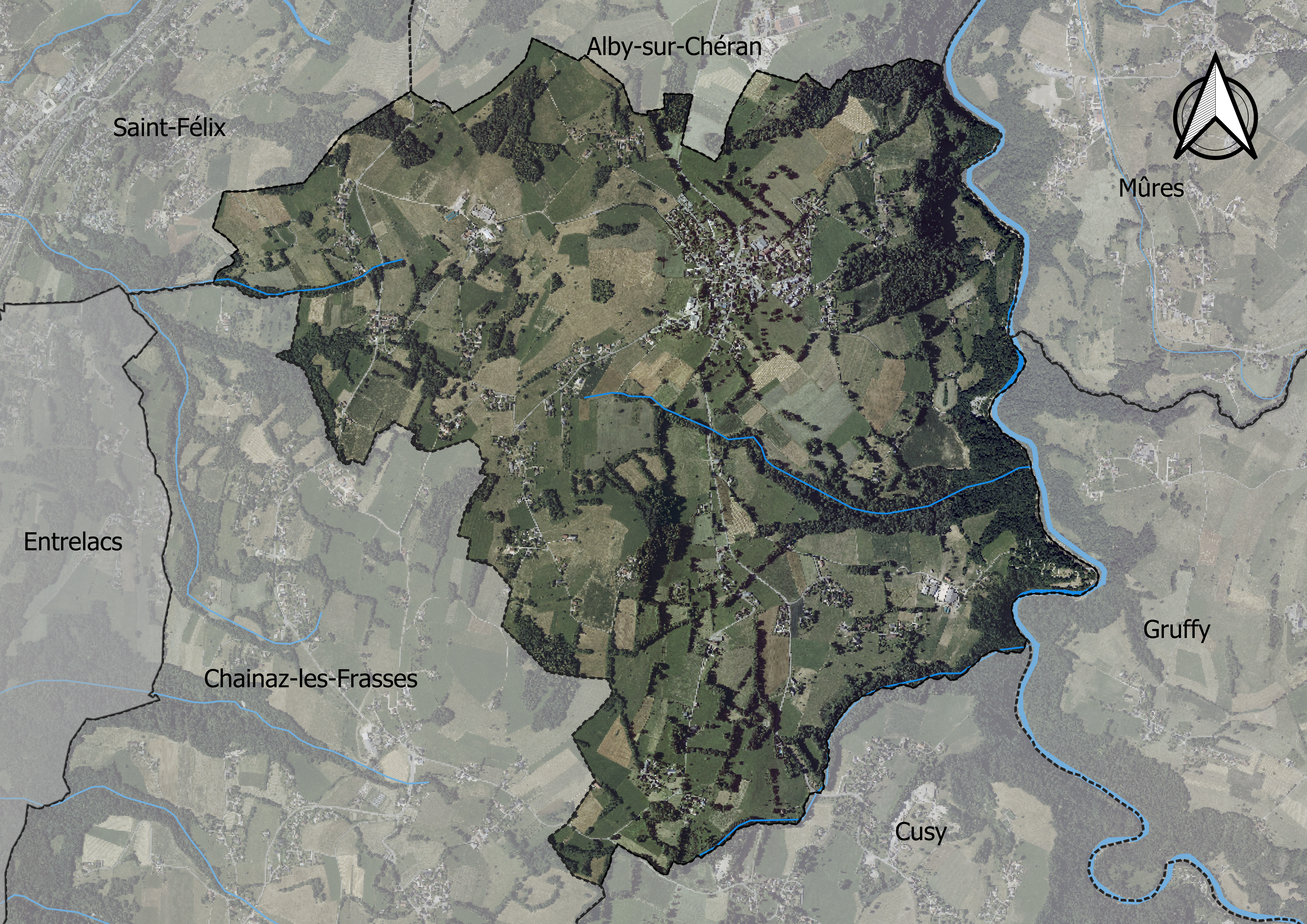
Carte orthophotogrammétrique de la commune.

## Toponymie
Le toponyme d'Héry pourrait dériver du gentilice Ariacus, sans que toutefois les vestiges d'une présence romaine sur le territoire n'ait été découverte.
En francoprovençal, le nom de la commune s'écrit Éri, selon la graphie de Conflans.

## Histoire
Le nom d'Héry est mentionné dès les IXe – Xe siècles. La première mention du toponyme se trouve dans un acte de donation de Lothaire II, à sa femme Thieteberge, en 867 d'une villa burgonde, Ariacum,.
Du douaire de Thieteberge, Héry passe à l'abbaye de Tournus. La famille noble de Cuenon possède des biens dans la paroisse vers le XIVe siècle.
En 1836, la nouvelle église dédiée à Notre-Dame-de-la-Nativité est édifiée par l'architecte Tuphy.
Au lendemain de l'Annexion de la Savoie à la France, le décret du 20 décembre 1860 transfert la commune du canton d'Albens au nouveau canton d'Alby.

## Politique et administration

### Situation administrative
Héry-sur-Alby appartient au canton de Rumilly, qui compte selon le redécoupage cantonal de 2014 29 communes. Avant ce redécoupage, la commune appartenait au canton d'Alby-sur-Chéran, dont Alby-sur-Chéran était le chef-lieu.
La commune appartient au Grand Annecy depuis le 1er janvier 2017 et qui remplace la communauté de communes du Pays d'Alby-sur-Chéran, créée en 1993 et qui fait suite à différents syndicats communaux (Syndicat Intercommunal pour le Développement Economique du Canton d'Alby, Syndicat Intercommunal pour l'Equipement Scolaire du Canton d'Alby, Syndicat Intercommunal pour le Ramassage des Elèves du Canton d'Alby). On retrouve ainsi les onze communes de l'ancien canton d'Alby-sur-Chéran.
Héry-sur-Alby relève de l'arrondissement d'Annecy et de la deuxième circonscription de la Haute-Savoie.

### Liste des maires
| Période                                  | Période  | Identité          | Étiquette | Qualité |
| ---------------------------------------- | -------- | ----------------- | --------- | ------- |
| 1977                                     | 2001     | Fernand Peilloud  | DVD       |         |
| 2001                                     | 2014     | Jean-Louis Dubois | DVD       |         |
| 2014                                     | En cours | Jacques Archinard | DVD       |         |
| Les données manquantes sont à compléter. |          |                   |           |         |

## Population et société
Les habitants de la commune sont appelés les Hérigeois. Le site sabaudia.org donne l'expression Hérissois.

### Démographie
L'évolution du nombre d'habitants est connue à travers les recensements de la population effectués dans la commune depuis 1793. Pour les communes de moins de 10 000 habitants, une enquête de recensement portant sur toute la population est réalisée tous les cinq ans, les populations de référence des années intermédiaires étant quant à elles estimées par interpolation ou extrapolation. Pour la commune, le premier recensement exhaustif entrant dans le cadre du nouveau dispositif a été réalisé en 2004.

En 2022, la commune comptait 973 habitants, en évolution de +0,21 % par rapport à 2016 (Haute-Savoie : +6,01 %, France hors Mayotte : +2,11 %).
| 1793 | 1800 | 1806 | 1822 | 1838 | 1848 | 1858 | 1861 | 1866 |
| ---- | ---- | ---- | ---- | ---- | ---- | ---- | ---- | ---- |
| 478  | 474  | 452  | 546  | 702  | 756  | 751  | 755  | 767  |

| 1872 | 1876 | 1881 | 1886 | 1891 | 1896 | 1901 | 1906 | 1911 |
| ---- | ---- | ---- | ---- | ---- | ---- | ---- | ---- | ---- |
| 797  | 777  | 740  | 765  | 711  | 702  | 639  | 630  | 650  |

| 1921 | 1926 | 1931 | 1936 | 1946 | 1954 | 1962 | 1968 | 1975 |
| ---- | ---- | ---- | ---- | ---- | ---- | ---- | ---- | ---- |
| 550  | 554  | 509  | 486  | 451  | 423  | 380  | 339  | 339  |

| 1982 | 1990 | 1999 | 2004 | 2006 | 2009 | 2014 | 2019 | 2022 |
| ---- | ---- | ---- | ---- | ---- | ---- | ---- | ---- | ---- |
| 403  | 471  | 709  | 816  | 877  | 901  | 893  | 983  | 973  |

### Médias
- Télévision locale : TV8 Mont-Blanc.

## Économie

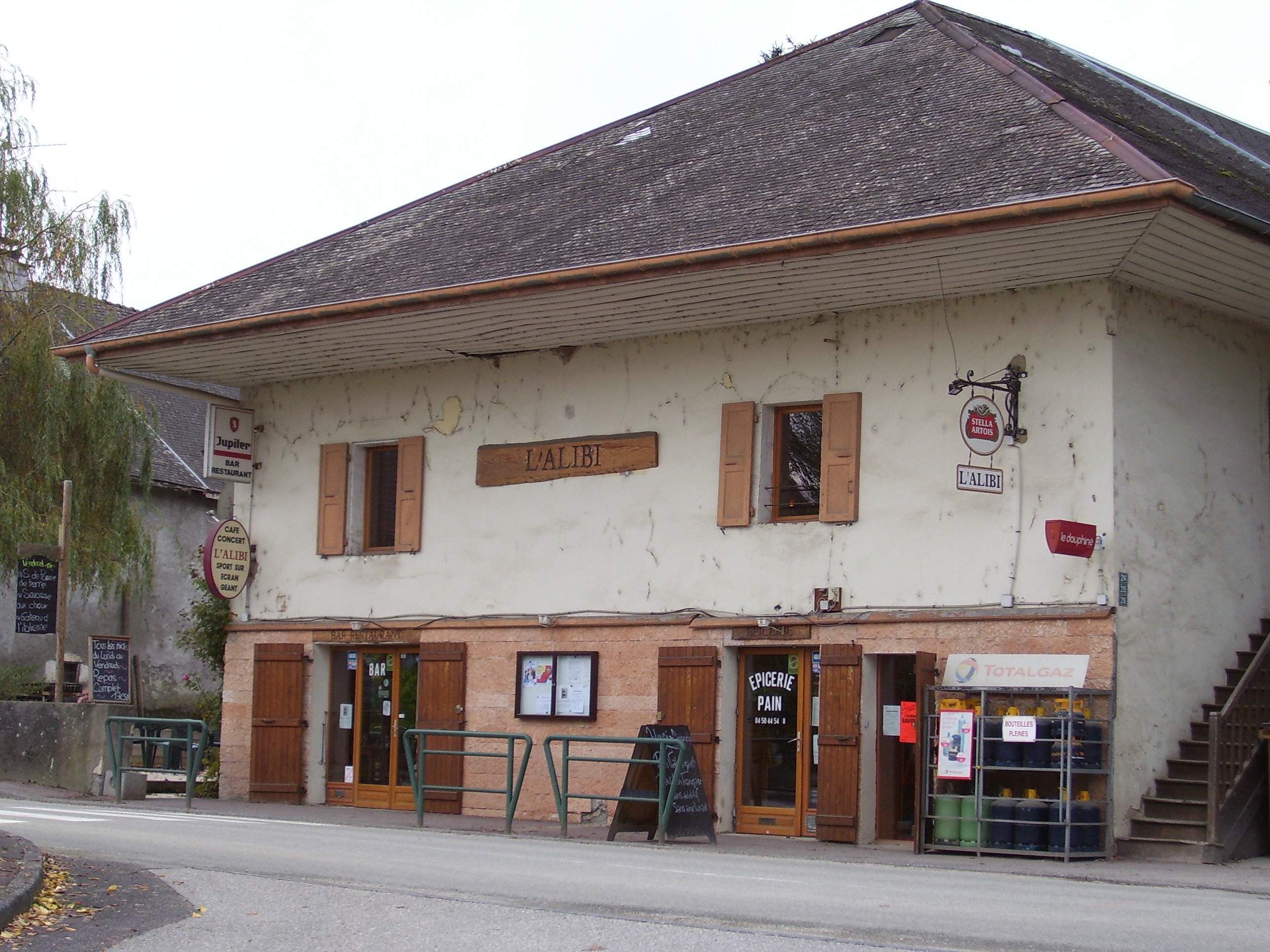
L'Alibi, pub et restaurant.

Exploitation des forêts, culture et élevage ont depuis toujours occupé les habitants du territoire. Aujourd'hui, une partie des habitants travaillent à Annecy et Aix-les-Bains et dans les zones artisanales et commerciales proches.
La commune a tout de même une petite activité économique :
- 10 exploitations agricoles sont établies sur la commune. Une ferme vend sa production de fromage ;
- des artisans sont installés à Héry-sur-Alby : menuisier, tourneur sur bois, potier... ;
- un café-restaurant, l'Alibi, qui propose également une petite épicerie et un dépôt de pain, est très dynamique sur la commune ;
- un FAM, foyer d'accueil médicalisé, ouvert en 2013, accueille des personnes en situation de handicap ;
- un centre équestre.

### Équipements

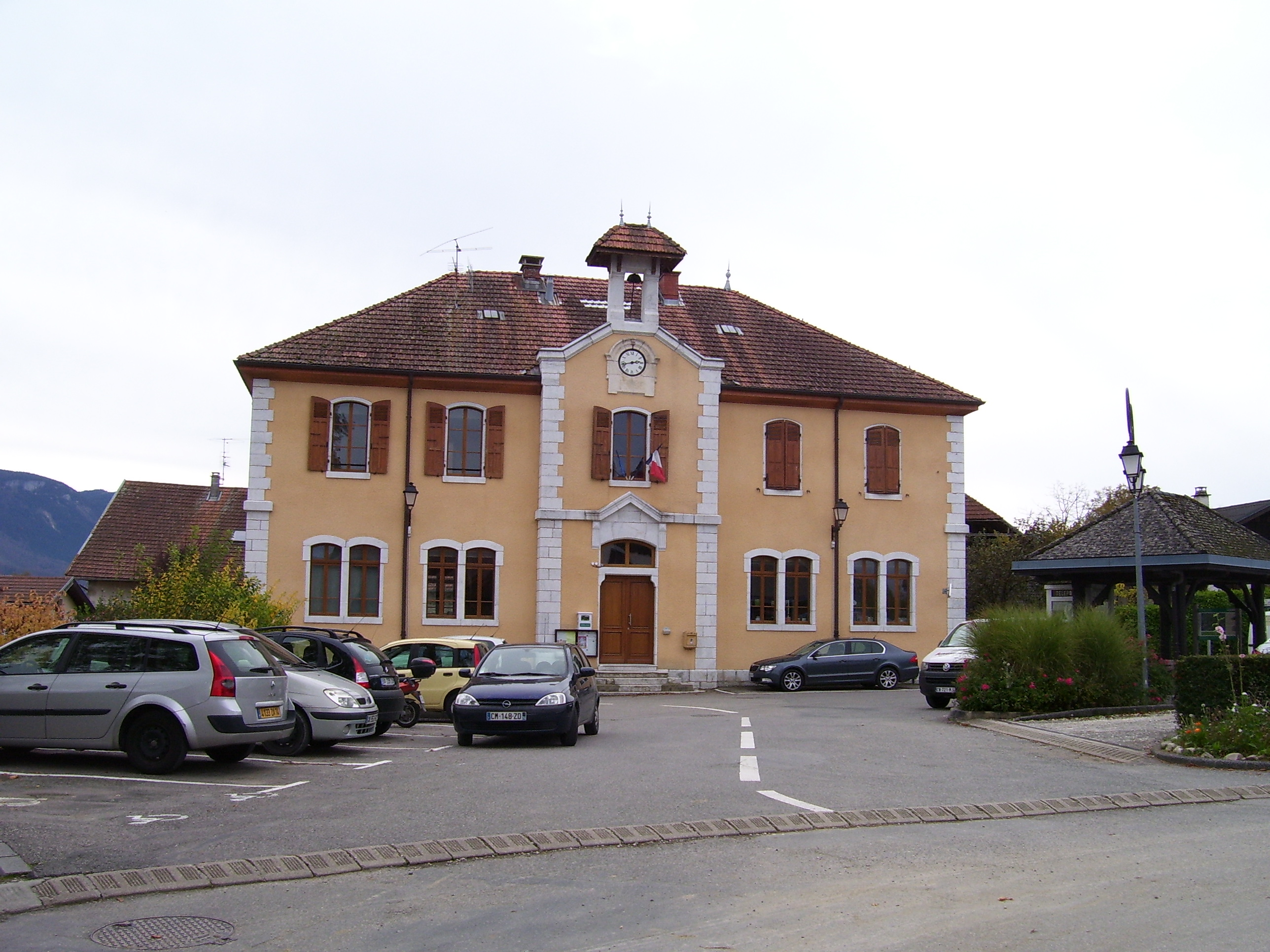

- La nouvelle école a été inaugurée en 2005 par Simone Veil.
- Salle des fêtes modulable.
- Terrain de sports.
- Bibliothèque et salle informatique.
- École de musique.
- 13 logements aidés ont été construits en 2005, 15 autres logements sociaux sont prévus pour 2013.
- Le centre équestre Les Cyclamens.

## Culture locale et patrimoine

### Lieux et monuments
- Église Notre-Dame-de-la-Nativité : agrandie et reconstruite en 1836 par l'architecte annécien Camille Ruphy dans le style néo-classique[16]. Son clocher du XVIIIe siècle a été doté d’un beffroi en 1876.
- Moulin Janin construit vers la fin du XVIIIe siècle, près de la rivière Chéran, il fut en activité jusque dans les années 1950. Une passerelle qui a disparu après la fermeture du moulin, permettait aux habitants d'Héry et de Mûres d’y venir moudre leur grain. Bâtiment important, il est aujourd'hui propriété du Grand Annecy.

### Personnalités liées à la commune
- L'abbé Gaime, natif d'Héry-sur-Alby, précepteur des enfants du comte de Mellarède (ministre du duc Victor Amédée II de Savoie, puis professeur de français à l'Académie des nobles de Turin (1738-45), où il rencontra dans la capitale piémontaise le jeune Jean-Jacques Rousseau qu'il prit en affection. L'écrivain fera de l'abbé Gaime le modèle de son vicaire savoyard, dans son ouvrage Émile, ou De l'éducation paru en 1726. Le personnage du vicaire savoyard permit à Rousseau de donner son avis sur la façon d'éduquer les jeunes gens aux questions religieuses[17].

### Divers
La commune abrite deux très rares lieux de reproduction du petit rhinolophe, une très rare minuscule chauve-souris. Il a été observé en 2015 une colonie de 30 individus et une autre de 150.

## Héraldique
| Blason de Héry-sur-Alby | Blason  | Tranché d'argent et de gueules à une vache de l'un en l'autre, accompagnée en chef d'une étoile de la Nativité d'argent et en pointe d'une hache de bûcheron de gueules, accostée d'une houe contournée du même. |
| Blason de Héry-sur-Alby | Détails | Le statut officiel du blason reste à déterminer. |